# HSC-5
L'Helicopter Sea Combat Squadron FIVE (HSC-5) (precedentemente Helicopter Anti-Submarine Squadron FIVE (HS-5)), noto anche come "Nightdippers", è uno squadrone di elicotteri della Marina degli Stati Uniti con sede presso la stazione navale di Norfolk che opera con i Sikorsky MH- 60S Seahawk. I Nightdippers fanno parte della Carrier Air Wing Seven e si schierano a bordo della USS Harry S. Truman (CVN-75) per fornire guerra anti-superficie, ricerca e salvataggio, rifornimento verticale, ricerca e salvataggio in combattimento e supporto per la guerra speciale navale al gruppo di sciopero del vettore.

## Storia
L'Helicopter Anti-Submarine Squadron FIVE venne istituito presso la Naval Air Station Key West, in Florida, il 3 gennaio 1956 con il Sikorsky HSS-1N Seabat. La sua missione principale era negare al nemico l'uso efficace dei sottomarini. Assegnato al Carrier Antisubmarine Air Group Fifty-Four nel 1959, HS-5 si trasferì a NAS Quonset Point, RI, dove lo squadrone completò diversi schieramenti ASW e partecipò a due recuperi di veicoli spaziali Mercury, tra cui il primo astronauta americano, CDR Allen B. Shepard.

### Anni '60
Nel 1962 gli aerei dello squadrone furono rinominati SH-34J Seabat in conformità con il sistema di designazione dei velivoli Tri-Service degli Stati Uniti del 1962. Nel 1963, l'HS-5 passò al Sikorsky SH-3A Sea King, il primo elicottero bimotore a turbina, e fu assegnato al Carrier Air Wing SEVEN (CVW-7) che si stava schierando a bordo della USS Independence (CV-62). Alla fine del decennio i "Nightdippers" passarono all'SH-3D Sea King.

### Anni '70
Nel 1978, il HS-5 e il CVW-7 furono assegnati alla USS Dwight D. Eisenhower, all'epoca la più recente portaerei a propulsione nucleare della Marina. A seguito di un esteso dispiegamento nel Mar Mediterraneo che si concluse nel 1979, il HS-5 passò all'SH-3H Sea King, che incorporò i più recenti progressi tecnologici della guerra anti-sottomarino (ASW).

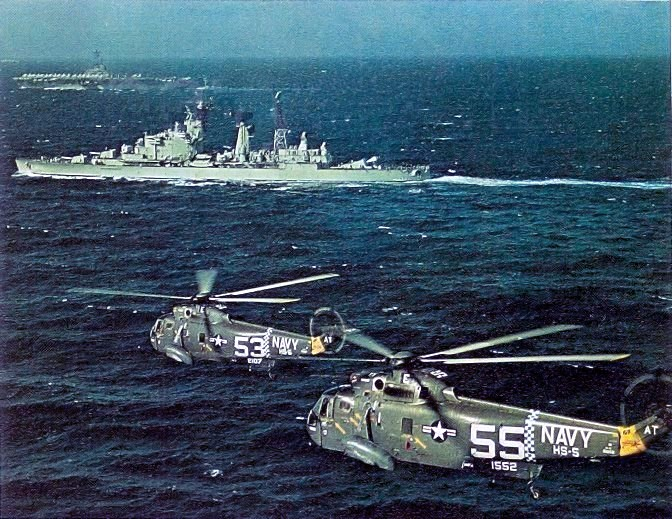
Due SH-3A della USS Essex in una esercitazione con la HNLMS De Zeven Provinciën, nel 1967

### Anni '80
Nel 1986, un addestramento di inversione di tendenza esteso convolse operazioni su quattro portaerei: USS Coral Sea (CV-43), USS Saratoga (CV-60), USS Nimitz (CVN-68) e USS Theodore Roosevelt (CVN-71). Successivamente, un ampio ciclo di lavoro preparò l'HS-5 e la USS Eisenhower per un dispiegamento nel Mediterraneo del 1988. Con un solo elicottero imbarcato sulla USS Peterson (DD 969), la comunità ebbe il suo primo distaccamento di sei mesi di un singolo SH-3H per l'ASW. Il venerabile "Sea King" dimostrò ancora una volta il suo coraggio durante numerose esercitazioni multinazionali e operazioni delicate nel Mar Nero. Ben riconosciuto per le sue eccezionali prestazioni nel 1988, lo squadrone ricevette il suo quarto Captain Arnold Jay Isbell Trophy, il sesto CNO Safely Award e un Meritorious Unit Commendation.

### Anni '90
Dopo un ciclo di inversione di tendenza di successo evidenziato da due successivi Trofei di Manutenzione HSWING ONE, il HS-5 venne schierato nel Mar Mediterraneo nel marzo 1990, ancora una volta a bordo della Eisenhower. Denominata la "Crociera del Centenario" in onore del centesimo anniversario della nascita del presidente Dwight D. Eisenhower, questa distribuzione includeva un insolito viaggio a metà distribuzione nel Canale della Manica per la partecipazione a cerimonie in ricordo dello sbarco in Normandia (D-Day). Nell'agosto del 1990, IKE lasciò nuovamente il Mediterraneo, transitando nel Canale di Suez e prendendo posizione nel Mar Rosso per scoraggiare una possibile aggressione irachena contro l'Arabia Saudita all'inizio dell'operazione Desert Shield.
Nel luglio del 1992, l'HS-5 e il CVW-7 furono assegnati alla USS George Washington dove transitò due volte attraverso il Canale di Suez verso il Golfo Persico, prima per partecipare all'operazione SOUTHERN WATCH e per contrastare l'aggressione irachena vicino al Kuwait confine nell'Operazione VIGILANT WARRIOR. Durante il dispiegamento, il HS-5 superò i 14 anni e 44.000 ore di volo senza incidenti.
I Nightdippers hanno segnato la fine di un'era in cui l'ultimo dei loro elicotteri SH-3H Sea King venne trasferito dal NAS Jacksonville nel gennaio 1995. Sebbene i Sea Kings fossero più anziani del personale che li manteneva, vennero tenuti e aggiornati con i più recenti progressi tecnologici ASW, elettronica e sistemi di centrali elettriche. Lo squadrone tenne in volo i suoi elicotteri d'epoca per un totale di 108.661 ore e pronti al lancio, 24 ore su 24 per oltre tre decenni. I Sea Kings sono volati in diverse parti del paese e uno è esposto al Quonset Point Air Museum nel Rhode Island.
Nel febbraio del 1995 iniziò un nuovo capitolo nella storia dei Nightdipper quando lo squadrone passo agli elicotteri SH-60F e HH-60H Seahawk. Di fronte al completamento di una transizione impegnativa durante un ciclo di turnaround di tredici mesi. Gli uomini e le donne del HS-5 completarono la transizione tre mesi prima del previsto e rispettarono ogni impegno operativo durante il loro programma di lavoro preliminare all'implementazione. Anche in questo momento, l'HS-5 raggiunse un altro aspetto al loro repertorio di missioni di guerra. Mentre erano distaccati a NAS Fallon, Nevada, i Nightdippers perfezionarono le procedure CSAR (Combat Search and Rescue) in preparazione per il dispiegamento. L'HS-5 si unì al Carrier Air Wing SEVEN a sostegno dell'operazione DECISIVE ENDEAVOR della NATO.

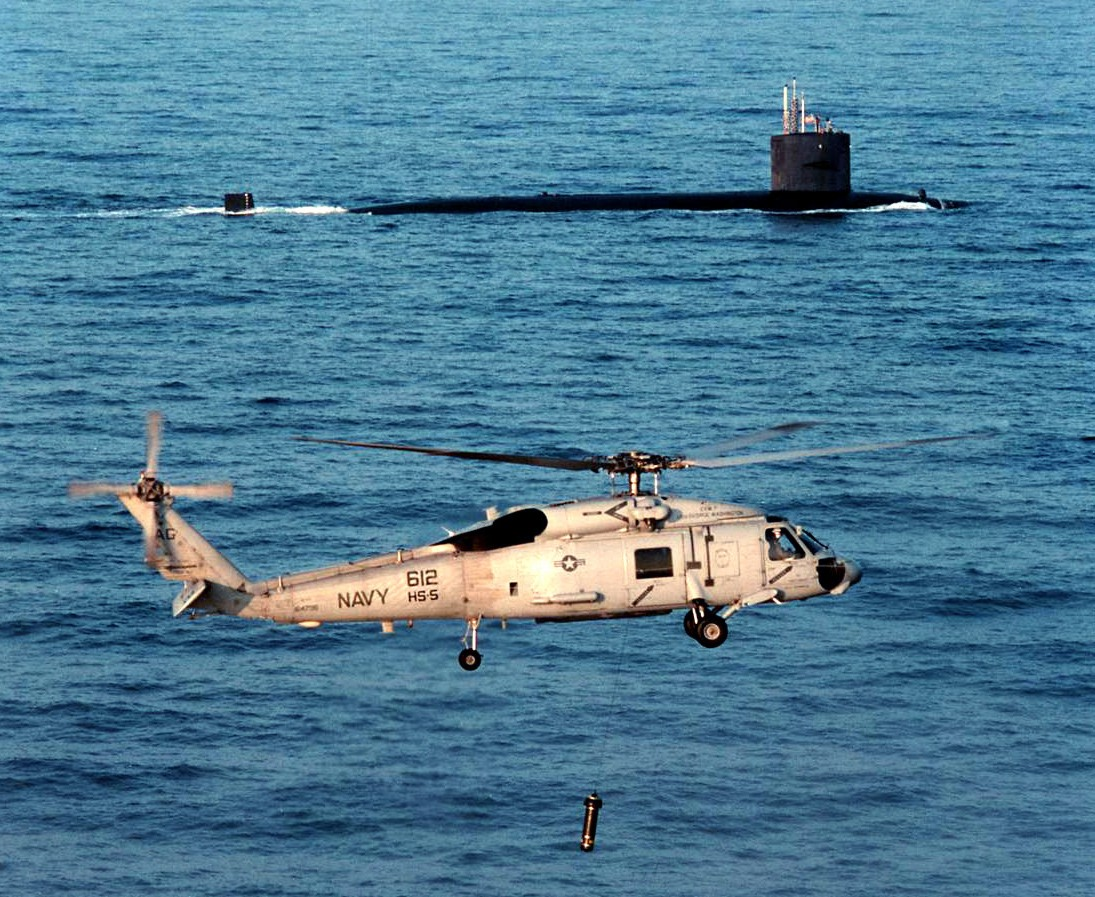
Un SH-60F dell'HS-5 con la USS Grayling, nel 1996

## Premi dello squadrone
Tra il 1992 e il 2013, il HS-5 ha ricevuto cinque volte l'Admiral Thach Award e il COMNAVAIRLANT Battle "E" nel 1992, 1995, 2000, 2002, 2005-2010 e 2013. Hanno anche ricevuto l'Isbell Trophy per ASW Excellence nel 2006, 2011 e 2012.